# Michael Schäfer (Ministerialbeamter)
Michael Schäfer (* 22. November 1961) ist ein deutscher Ministerialbeamter. Er war von 2022 bis 2025 Direktor beim Deutschen Bundestag im Amt eines Staatssekretärs. Seit 2025 ist er Staatssekretär im Bundesministerium für Arbeit und Soziales.

## Leben
Schäfer studierte Politikwissenschaft, Philosophie und Geschichte. Er wurde über „Die Vereinigungsdebatte – deutsche Intellektuelle und deutsches Selbstverständnis 1989–1996“ an der Universität Bonn zum Dr. promoviert. Von 1997 bis 2005 war er in verschiedenen Bereichen des Deutschen Bundestages tätig. Von April bis November 2005 war er Referent im Ministerbüro des Bundesministers der Verteidigung, Peter Struck. Von 2005 bis 2009 war er Referent von Struck in dessen Funktion als Vorsitzender der SPD-Bundestagsfraktion. Von 2009 bis 2013 war er als Referent im Büro von Strucks Nachfolger als Fraktionsvorsitzender, Frank-Walter Steinmeier, tätig. Von 2013 bis 2014 war er Referatsleiter im Leitungsstab des Auswärtigen Amtes. Von 2014 bis 2021 war er als Geschäftsführer der SPD-Bundestagsfraktion tätig. Von Januar 2022 seiner Ernennung zum Direktor beim Deutschen Bundestag im September 2022 war er Leiter der Abteilung Information und Dokumentation in der Bundestagsverwaltung.
Zum 1. September 2022 ernannte Bundestagspräsidentin Bärbel Bas Schäfer zum Staatssekretär und Direktor beim Deutschen Bundestag. Das Präsidium des Deutschen Bundestages entschied sich zuvor in einer Sitzung vom 22. Juni 2022 für Schäfer als Nachfolger von Lorenz Müller. Als Direktor beim Deutschen Bundestag leitete er im Auftrag der Bundestagspräsidentin die Bundestagsverwaltung als oberste Bundesbehörde. Am 12. Mai 2025 wurde Schäfer als Bundestagsdirektor von Paul Göttke abgelöst. Daraufhin wurde Schäfer zum Staatssekretär im Bundesministerium für Arbeit und Soziales ernannt.